# Gerrit Zalm
Gerrit Zalm (Enkhuizen, 6 mei 1952) is een Nederlands voormalig politicus van de Volkspartij voor Vrijheid en Democratie (VVD) en bestuurder. Zalm was partijleider van de VVD van 2002 tot 2004 en was lijsttrekker voor de Tweede Kamerverkiezingen van 2003. Hij was minister van Financiën in de kabinetten-Kok I en II van 1994 tot 2002 en was fractievoorzitter van de VVD in de Tweede Kamer van 2002 tot 2003. Hij was wederom minister van Financiën en vicepremier in kabinetten-Balkenende II en III van 2003 tot 2007. Hij speelde een belangrijke rol bij invoering van de euro binnen de Europese Unie en trok op 1 januari 2002 als eerste enkele eurobiljetten uit een geldautomaat, met een glas champagne in zijn hand.

## Afkomst en studie
Gerrit Zalm werd geboren als zoon van een handelaar in steenkool. In een uitzending in januari 2019 van het televisieprogramma Verborgen verleden ontdekte Zalm dat hij via moederszijde afstamt van de zus van de Friese vrijheidsstrijder Pier Gerlofs Donia. Een familielijn aan vaderskant leidt tot Robert I van Schotland. Zijn ouders waren lid van de Apostolische Kerk, hij ging iedere zondag tweemaal naar de kerk en naar zondagsschool. Hij had verschillende vakantiebaantjes in de tuinbouw, zoals bessen plukken.
Na het behalen van het diploma hbs-A studeerde hij algemene economie aan de Vrije Universiteit Amsterdam, zijn kandidaatsexamen behaalde hij cum laude en in 1975 zijn doctoraalexamen met een 9-. Hij was in deze tijd actief lid van de PvdA en afdelingsvoorzitter in Enkhuizen.

## Ambtelijke loopbaan

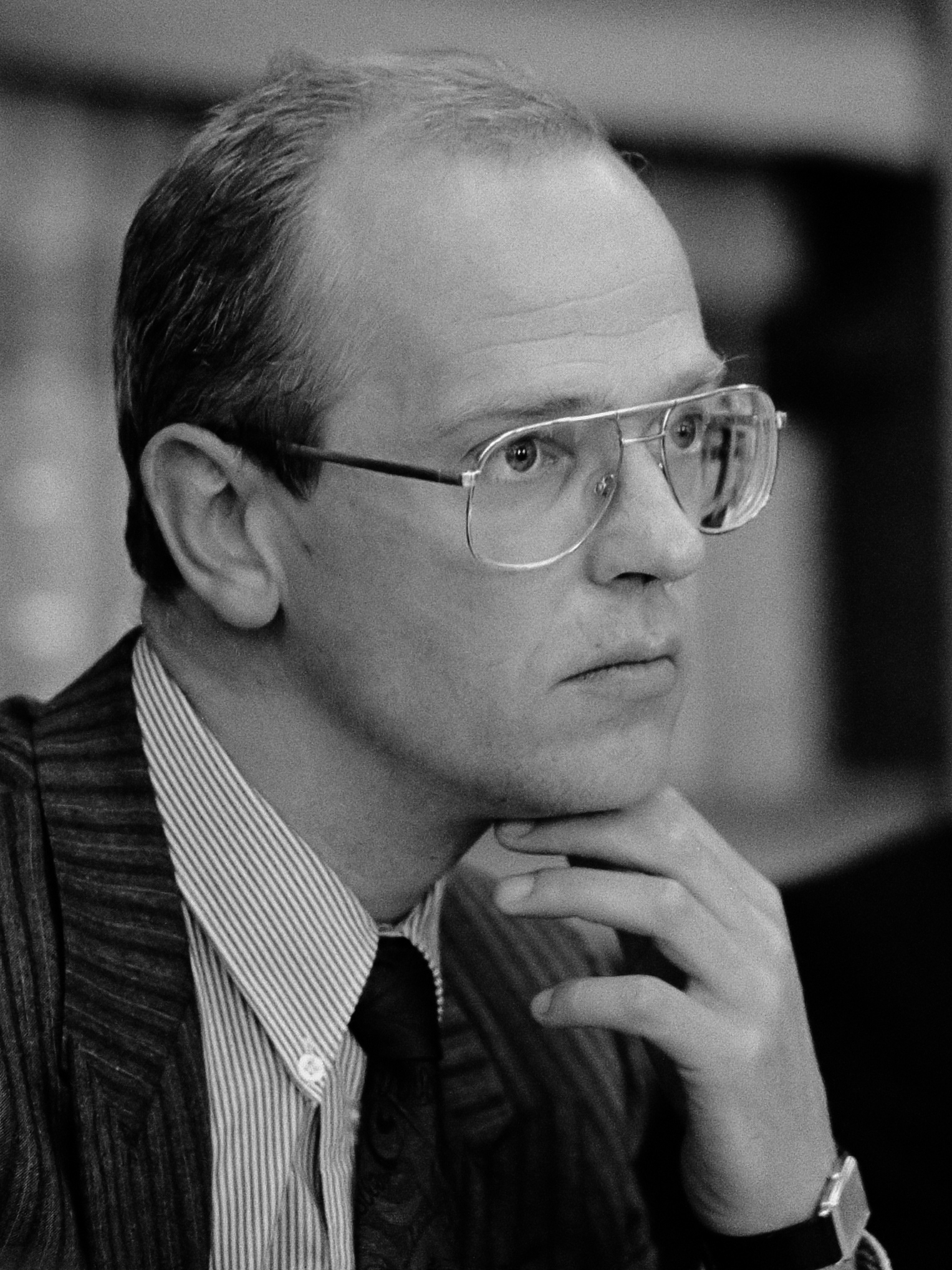
Gerrit Zalm (1989)

In 1975 trad Zalm in dienst van het ministerie van Financiën. Hij begon daar als medewerker bij het bureau Economische Aangelegenheden van de afdeling Begrotingsvoorbereiding. Vanaf 1977 was hij hoofd van dat bureau en vanaf 1978 hoofd van de gehele afdeling. In 1981 volgde de benoeming tot plaatsvervangend directeur Begrotingszaken, tevens hoofd van de afdeling Begrotingsvoorbereiding.
In 1983 werd Zalm plaatsvervangend directeur Algemene Economische Politiek op het Ministerie van Economische Zaken en in 1985 directeur van dezelfde directie.
Vanaf 1988 was Zalm werkzaam bij het Centraal Planbureau, eerst als onderdirecteur en sinds 1989 als directeur. Sinds 1990 was hij tevens bijzonder hoogleraar economische politiek aan de Vrije Universiteit te Amsterdam.

## Politieke carrière
Tijdens zijn studie was Gerrit Zalm afdelingsvoorzitter van de Partij van de Arbeid in zijn woonplaats Enkhuizen (1973-'75). In 1984 stapte hij over naar de VVD. Van 22 augustus 1994 tot 22 juli 2002 was hij namens deze partij minister van Financiën in het eerste en tweede kabinet-Kok (de 'paarse coalities').
Zalm noemde zichzelf niet neoliberaal.
Na de voor 'Paars' desastreuze Tweede Kamerverkiezingen van mei 2002 volgde Zalm Hans Dijkstal op als fractievoorzitter in de Tweede Kamer der Staten-Generaal en politiek leider van de VVD. Daaropvolgend werd hij lijsttrekker bij de verkiezingen van 2003.

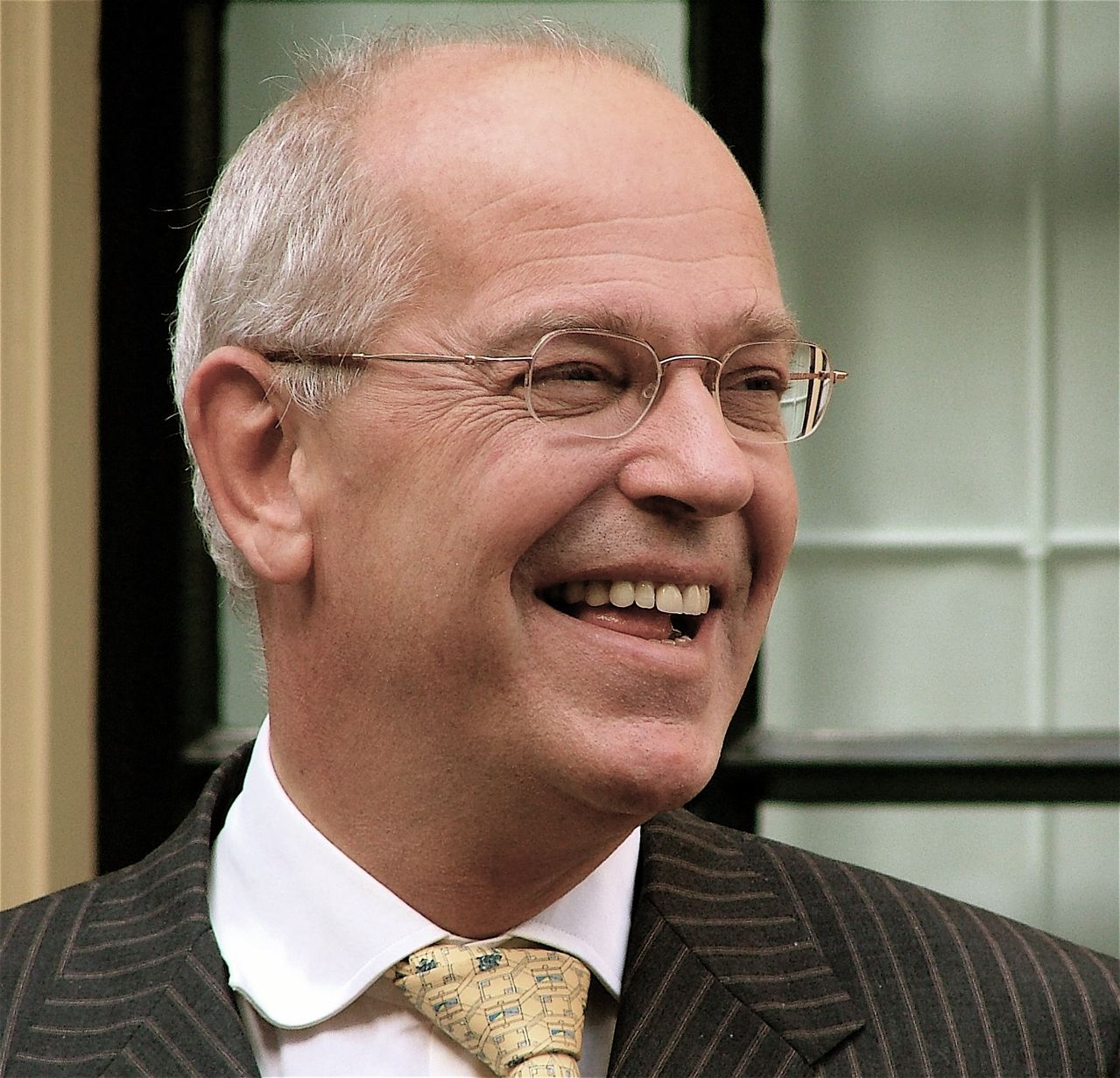
Zalm in 2006

Op 27 mei 2003 werd hij opnieuw benoemd tot minister van Financiën en tevens tot viceminister-president in het tweede kabinet-Balkenende. Sinds 10 oktober 2005 is hij de langstzittende minister van Financiën in de Nederlandse geschiedenis. In de aanloop van de Europese Unie naar de invoering van de euro, de gemeenschappelijke munteenheid van de lidstaten, kapittelde Zalm Frankrijk en Duitsland, omdat deze landen het — volgens het verdrag van Maastricht — toegestane tekort van 3% op hun rijksbegrotingen overschreden. Toen kort daarna hetzelfde in Nederland dreigde te gebeuren, liet hij het kabinet harder bezuinigen, waardoor overschrijding van de norm werd voorkomen.
Van 30 juni tot 7 juli 2006 was hij ad interim minister van Economische Zaken. Hij volgde daarvoor de opgestapte minister Brinkhorst op. Zalms staatssecretaris Joop Wijn nam deze functie op 7 juli over, waardoor Zalm geen staatssecretaris (een nieuwe werd niet benoemd) meer had.
Minister Zalm heeft in de kabinetten-Kok een norm ingevoerd die bekend kwam te staan als de 'zalmnorm'. Door een scheiding aan te brengen tussen inkomsten en uitgaven van het Rijk, bracht hij rust in het begrotingsbeleid.
Ook is hij naamgever van de 'zalmsnip'. Deze lastenverlichting voor burgers in de vorm van kortingen op gemeentelijke belastingen werd in januari 1998 ingevoerd en in februari 2005 weer afgeschaft.
Na de Tweede Kamerverkiezingen van 2006 kondigde Zalm aan te stoppen als politicus. Hij gaf aan dat hij deze beslissing al voor de verkiezingen had genomen en niets te maken had met de voor de VVD matige uitslag.

## Na de politiek
In juni 2007 ging Zalm werken voor de DSB Bank, het financiële concern van ondernemer Dirk Scheringa. Zalm werkte daar als hoofdeconoom en financieel directeur en maakte deel uit van de Raad van Bestuur (RvB). De DSB Bank ging in 2009 failliet.
Daarnaast was hij voorzitter van de International Accounting Standards Committee Foundation (IASCF) en adviseur bij het private-equityfonds Permira.
Op 23 december 2008 trad hij als vicevoorzitter toe tot de Raad van bestuur van bankconcern ABN AMRO. In 2009 leidde hij het team dat de fusie tussen ABN AMRO en Fortis Bank Nederland moest beklinken. Op 28 februari dat jaar werd hij benoemd tot voorzitter van de RvB. Dit geschiedde met een negatief advies van de AFM. Onder zijn bewind vonden de integratie van beide banken en de beursgang van de bank plaats.
In maart 2015 leidde een aan zijn mededirecteuren toegekende salarisverhoging van € 100.000 tot maatschappelijke commotie. Een hernieuwde beursgang van ABN AMRO werd uitgesteld. In mei 2015 betuigde Zalm openlijk spijt over zijn beslissing.
In september 2016 kondigde Zalm aan in 2017 op te stappen als voorzitter van de Raad van Bestuur van ABN AMRO.
Eind juni 2017 kwam hij terug in de politiek als informateur van het kabinet-Rutte III, nadat Edith Schippers en Herman Tjeenk Willink eerder informateur waren geweest en er niet in waren geslaagd om een regering te vormen, na meer dan 100 dagen aan formatiepogingen. Op 9 oktober bood hij zijn eindverslag aan.
Anno 2018 vervulde Zalm nog meerdere functies zoals al sinds 2013 die van niet-uitvoerend bestuurder bij Royal Dutch Shell. In dat jaar werd hij ook lid van de raad van bestuur van de kredietbeoordelaar Moody's. En op 1 januari 2018 trad Zalm aan als voorzitter van de raad van advies van het Centraal Bureau voor de Statistiek (CBS). Hij volgde daarmee Inge Brakman op. Op 1 januari 2024 maakte Zalm plaats voor zijn opvolger, Menno Snel.
In maart 2019 werd Zalm door de aandeelhouders van Danske Bank benoemd als lid van de Raad van Commissarissen. Nadat het Openbaar Ministerie (OM) in Nederland Zalm op 19 april 2021 officieel aanmerkte als verdachte bij een eerder door ABN AMRO veroorzaakt witwasschandaal, legde hij zijn functie bij Danske Bank die dag per direct neer. Het OM gaf aan dat uit het strafrechtelijk onderzoek naar voren was gekomen dat drie natuurlijke personen vermoedelijk als feitelijk leidinggevende betrokken zouden zijn geweest bij het door ABN AMRO overtreden van de Wet ter voorkoming van witwassen en financieren van terrorisme. Dit hoefde volgens het OM echter niet per se te leiden tot een strafrechtelijke vervolging van dit drietal. Zalm bevestigde tegenover de NOS dat hij een van de drie is. In december 2023 rondde het Openbaar Ministerie het strafrechtelijk onderzoek naar Zalm af. Een jaar later, in december 2024, liet het OM weten de zaak te seponeren vanwege "onvoldoende bewijs".

## Privéleven
Zalm heeft samen met zijn vrouw twee zoons en een dochter. Hij heeft een zoon en dochter uit een eerder huwelijk.

## Onderscheidingen en prijzen
- Officier in de Orde van Oranje-Nassau (10 december 2002)
- Commandeur in de Orde van Oranje-Nassau (11 april 2007)
- Erelid van de VVD (mei 2007)
- Eredoctoraat van de Vrije Universiteit Amsterdam ter gelegenheid van de dies natalis (2008)[19]

## Boek
- De romantische boekhouder (2009), een verslag van zijn loopbaan in ambtenarij en politiek. ISBN 9789050188838

## Trivia
Gerrit Zalm gaf in het televisieprogramma De Wereld Draait Door op 16 februari 2007 aan dat een van zijn twee hobby's (naast filatelie) het spelen van Heroes of Might and Magic is.
- Gemeinsame Normdatei: 13778841X
- International Standard Name Identifier: 0000 0001 1461 3316
- Library of Congress Control Number: n2003110405
- Nederlandse Thesaurus van Auteursnamen: 071596933
- Parlement.com: vg09lldw6vzx
- Virtual International Authority File: 55994176
- WorldCat: E39PBJxhdY6FXxHfFPQwQh6BT3